# 佐々木収
佐々木 収（ささき おさむ、1971年〈昭和46年〉10月26日 - ）は、日本のミュージシャン、作詞家、作曲家、ロックバンドMOON CHILDのボーカル、ヘッドボイサー。作家活動・バラエティ番組出演の際はササキ オサムの名義を用いている。本名および旧芸名は佐々木 收（読み同じ）。岩手県盛岡市出身。既婚。

## 概要
ロックバンドMOON CHILDのボーカリスト・ギタリストとしてメジャーデビューし、1997年に発売された5枚目のシングル「ESCAPE」（テレビドラマ「FiVE」主題歌）が大ヒット。オリコンシングルチャート1位を獲得し、一躍人気バンドとなるが1999年に解散（その後、幾度か再結成している）。現在は音楽ユニットSCRIPT・Ricken'sのボーカリスト・ギタリストを担当。全てのグループでほとんどの楽曲の作詞・作曲を手掛ける。これらのバンド活動の際は本名の佐々木 收で活動している。名前を読み間違えられたりされたため、誰でも覚えられる「ササキオサム」の名義を用いていたが、2013年のMOON CHILDの再結成に伴い、アーティスト名義を「佐々木 収」で統一した。「ササキオサム」の名義は作詞や作曲などの楽曲提供を行う際のものとして残している。

## 来歴
- 中学時代、旺文社主催の「ソニー・ディスク＆テープ大賞」で作詞作曲部門賞を受賞。
- 高校（岩手県立盛岡第一高等学校）時代、軽音部と演劇部に在籍。同級生らと結成したバンドで様々なコンテストに出場、テレビ番組『三宅裕司のいかすバンド天国』にも出演（審査員賞受賞[3]）した。
- 高校卒業後、1年間の予備校生活の後、上京。二松學舍大学を卒業。雑誌でバンド仲間を募集し、後にMOON CHILDのリーダーとなる樫山圭と出逢う。
- 1995年、バンド「タンバリンズ」結成。11月にバンド名を「MOON CHILD」に改める。
- 1996年、MOON CHILDとしてメジャーデビュー。
- 1997年、5枚目のシングル「ESCAPE」がヒット。
- 1999年2月24日、MOON CHILD解散。4月、MOON CHILDのベーシストであった渡邊崇尉と「SCRIPT」を結成。
- 2000年、ロンドンブーツ1号2号の楽曲「HEY!SLOTMACHINE」を作詞。初の楽曲提供。
- 同年12月、SCRIPTとしてメジャーデビュー。2003年以降はインディーズで活動。
- 2003年5月、SCRIPTの5thアルバム「Ultimate or Incomplete」より全ての名義を「佐々木 收」に改める。
- 2004年10月、元The Kaleidoscopeの石田匠と「Ricken's」を結成。
- 2005年、作家名義を「ササキオサム」に改める。音楽グループAAAに作詞提供した楽曲「BLOOD on FIRE」で第47回日本レコード大賞最優秀新人賞を受賞。
- 2007年、ササキオサム名義でのソロライブ活動を開始。演奏楽曲はMOON CHILD時代に発表したものが中心となっている。
- 2010年7月14日、自身の公式ブログにて一般女性との入籍を発表。
- 同年、ソロ活動でのバンド形態となる「THE SASAKI OSAMU BAND」を結成。
- 2013年、MOON CHILD再結成。これに伴いアーティスト名義を「佐々木 収」に戻す。
- 2023年1月22日、フジテレビ系「千鳥の鬼レンチャン」に初出演。7曲目でDA PUMPの「U.S.A」をコウメ太夫のような声で歌い話題になった。
- 同年4月16日、「千鳥の鬼レンチャン」でヘッドボイスを駆使して曲のサビを10曲、音程を外さず歌い切り、賞金100万円を獲得した[4]。3曲目に歌った河村隆一の「BEAT」が、志村けんのギャグキャラクターの「ひとみばあさん」の声だと話題になった。
- 同年7月23日、FNS27時間テレビ内のコーナー「鬼レンチャン歌謡祭」に出演。DA PUMPとコラボし「U.S.A」をコウメ太夫のような声で歌う。
- 同年11月26日には千鳥の鬼レンチャンで鬼ハードモードに挑戦。ここでもまた、河村隆一の「Glass」、レミオロメンの「粉雪」でも、「ひとみばあさん」だと話題になったが、5曲目の米津玄師の「KICK BACK」で失敗しレジェンド剥奪となった。
- 2024年1月7日には、千鳥の鬼レンチャンにてほいけんたとのタッグ「二大ダークヒーロー」として挑戦した。この時も「U.S.A」をヘッドボイスで歌いきった。
- 同年10月6日には、 FIELD OF VIEWの浅岡雄也とのタッグで挑戦した。しかし河村隆一の「Glass」の高音でヘッドボイスがかすれてしまい、失敗してしまう。
- 2025年2月9日には、ノーマルモードでの挑戦となり前回失敗した河村隆一の「Glass」をクリアするも、TUBEの「あー夏休み」の高音のヘッドボイスが高すぎてしまい、失敗してしまう。

## 人物
マイペースな性格で、カブトムシを飼うのが趣味。
一家は全員教職であり、自身も教職を目指す。しかし24歳当時の教育実習にて、ほぼ全生徒から「あなたは教師に向いていない」と酷評される。以来、音楽の道を志す。
好きな食べ物は盛岡じゃじゃ麺と韓国海苔。

## 作品

### アルバム
- I am A SINGER SONG WRITER（2012年3月21日）

you sing your song / スーパーヒーロー / One Heart / FREE, I AM FREE / チューインガム / ギター弾きと僕 / cosmos
- PRIMITIVE VOICE 〜sing with the piano live 2013〜 （2013年10月16日）

Brandnew Gear / スーパーヒーロー / 真夏のエチュード / 抱擁 ～Hug～ / cosmos / Shine / lost memories ～舞台「ORANGE」より～ / leaves of lives ～舞台「ORANGE」より～ / GOLD / requiem for the man of nomad / Free fall / 星降る夜に / ESCAPE / 微熱 / ～アンコールトーク～ / アネモネ
- The Thrill of It All（2014年10月22日）

フラグメント / メタフィジック / シンクロナイズ / 少年アウトサイド / アストロノート / カザミドリ / Right Here / SING! / SPARKLING DIVE / 冷たい雪 / 星降る夜に / step by step
- タワーレコード購入特典として「星影のステラ」「タイトゥンアップ」のライブ音源を収録したCDが配布された。

- THE JOY OF ACHIEVEMENT（2017年1月11日）

Happiness / インソムニア / きいてよ / ニッチ / BLUE / SHINE / イノセント
- HAPPY BOX “There is no rain that doesn't stop”（2018年7月4日）

Baby Baby / SEA BREEZE PARADE / RAIN / アモーレ / 1/f / 星の数ほど男がいるのに / あいにいくよ / エンドレス・ホット・サマー / ESCAPE (passional guitar arrange ver.)

## 提供
- 2000.12.08 ロンドンブーツ1号2号/シングル『岬』収録曲「HEY! SLOT MACHINE」作詞
- 2002.06.12 島谷ひとみ/アルバム『シャンティ』収録曲「A.S.A.P.～as soon as possible～」作曲
- 2004.09.29 Rin'/アルバム『飛鳥』収録曲「明日香川」作曲
- 2005.07.27 dream/ミニアルバム『ナツイロ』収録曲「SHINE OF VOICE」作曲
- 2005.09.14 AAA/シングル「BLOOD on FIRE」作詞
- 2006.04.26 ajapai/シングル『声をかさねて...』収録曲「大車輪(Re-Vox Version)」にボーカリストとして参加
- 2006.07.19 AAA/シングル『ソウルエッジボーイ/キモノジェットガール』「ソウルエッジボーイ」作詞
- 2006.12.06 AAA/シングル『Black&White』「Samurai heart-侍魂-」作詞
- 2007.07.25 加藤和樹/シングル「instinctive love」作詞
- 2007.10.03 加藤和樹/シングル「impure love」作詞
- 2008.04.23 イケメン侍/シングル「Dear Prince〜テニスの王子様達へ〜」作曲[注 1]
- 2008.06.25 SHIPS/シングル「TOKYO FRIEND☆SHIPS」作詞・作曲・編曲・コーラス[注 2]
- 2009.05.13 越前リョーマ（皆川純子）/アルバム『J』収録曲「Dear Prince〜テニスの王子様達へ〜」作曲・コーラス
- 2009.08.19 許斐剛/シングル『テニプリっていいな/Smile』収録曲

「テニプリっていいな」「Smile」編曲・コーラス、「Adventure Hero」作曲・編曲・ボーカル参加、「青春グローリー TK version」ピアノ参加
- 2010.01.27 上木彩矢/アルバム『INDIVIDUAL EMOTION』収録曲「248 mile」作曲
- 2021年 アニメ「ジャヒー様はくじけない！」劇伴作曲を担当
- 2022年 アニメ「最近雇ったメイドが怪しい」劇伴作曲アレンジを担当
- 2023年 アニメ「ラグナクリムゾン」劇伴作曲を担当
- 2024年 アニメ「夜桜さんちの大作戦」劇伴作曲を担当

## ラジオ
- BeaTree（2016年8月7日 ‐ 、FMFUJI、毎週日曜17:00 ‐ 17:30） - パーソナリティ[5]